# Rich Homie Quan
Dequantes Devontay Lamar (4. října 1989 Atlanta – 5. září 2024 Atlanta), profesně známý jako Rich Homie Quan, byl americký rapper.

## Kariéra
Svou kariéru zahájil v roce 2010 a první úspěch zaznamenal se svým singlem „Type of Way“ z roku 2013, který se umístil na 50. místě žebříčku Billboard Hot 100. Jeho singl z roku 2015 „Flex (Ooh, Ooh, Ooh)“ byl rovněž úspěšný a tentokrát se umístil na 26. místě žebříčku. Spolu s kolegou z Atlanty, rapperem Young Thugem, byl členem spin-off projektu Rich Gang vydavatelství Cash Money Records, který zaznamenal úspěch se singlem „Lifestyle“ z roku 2014.
V roce 2018 vydal své debutové a zároveň poslední studiové album Rich as in Spirit.
Během svojí kariéry spolupracoval například s Trinidadem Jamesem, Young Thugem, Young Jeezym, nebo s Walem.

## Kontroverze
V listopadu 2016 zažaloval svojí bývalou vydávací společnost Think It's A Game o 2 miliony dolarů za nezaplacené autorské poplatky. Vydavatelství ho následně zažalovalo za porušení smlouvy. Obě žaloby byly později urovnány mimosoudně.
Dne 28. května 2017 byl spolu s dalšími čtyřmi lidmi zastaven na kontrolním stanovišti na dálnici v Louisville ve státě Georgia a následně obviněn z držení drog. Policie tvrdila, že ve vozidle zajistila heroin, marihuanu a zbraně. Quan byl obviněn z trestného činu držení drog za účelem jejich distribuce.

## Osobní život a smrt
Měl čtyři syny. Nejstarší z nich se narodil v roce 2006. Quan se o jeho narození dozvěděl až o pět let později.
Dne 29. září 2014 byl jeho otec Corey postřelen při pokusu o loupež v kadeřnictví v Atlantě. Střelné zranění přežil.
Dne 5. září 2024 byl svojí přítelkyní nalezen nehybný na gauči. Ihned zavolala lékaře. Uvedla, že nedýchal, a že mu netlouklo srdce. Rovněž mu tekla pěna z úst. Zemřel téhož dne v atlantské nemocnici ve věku 34 let. Pitva došla k závěru, že zemřel na předávkování po požití několika léků, včetně fentanylu, alprazolamu, kodeinu a prometazinu.

## Diskografie
- Rich as in Spirit (2018)